# Кјаравале Чентрале
Кјаравале Чентрале је насеље у Италији у округу Катанцаро, региону Калабрија.
Према процени из 2011. у насељу је живело 3795 становника. Насеље се налази на надморској висини од 537 м.

## Становништво
| 1951. | 1961. | 1971. | 1981. | 1991. | 2001. | 2011. |
| ----- | ----- | ----- | ----- | ----- | ----- | ----- |
| 7.005 | 7.297 | 7.289 | 7.216 | 7.711 | 7.120 | 5.883 |